# Търголяс
Търголяс, или ТърГоЛяс, е разговорно название на градската агломерация в триъгълника Велико Търново – Горна Оряховица – Лясковец и на хипотетичен обединен град, обсъждан в ранния социализъм в България през 1950-те г.
Възникването на тази агломерация е част от процеса на засилена урбанизация в България, характерен за ускореното индустриално развитие на социалистическата икономика. Процесът на урбанизиране на територията се изразява предимно в разширяване на градските населени места (градове и селища от градски тип) към близки селища, които биват присъединявани към градските селища. Изграждането на крупни индустриални обекти в селски райони често води до обединяването на околните села в нови градски селища. При социализма в България върви и процес на обединяване на близки села, отразяващ общата им селскостопанска дейност след колективизацията. На места възникват агломерации – селищни образувания от свързани градове и по-малки селища, като Търголяс.
Агломерацията Търголяс включва посочените 3 града и село Арбанаси на възвишението Арбанашко плато в триъгълника на района. Най-голямото селище – областният град Велико Търново, шеговито е наричано Велики Търголяс. Съвкупното население на тези 4 населени места е около 130 000 жители, с което хипотетичнният обединен град би попаднал сред 10-те най-населени града в страната.
Близостта на тези селища е в основата на обсъжданата идея за свързването им и дори обединяване в общ град. Разстоянието между Горна Оряховица и Лясковец е само 500 метра, което е естествена предпоставка за тесните им връзки. Те са единствените градове в страната, които са свързани с тротоар. В края на периода на социализма има проект за свързването им с тролей, а днес се обсъжда общ устройствен план и застрояване на празните 70 декара между тях. Насеченият рeлеф обаче между Велико Търново и Арбанаси (включващ клисура край селото) силно ограничава възможностите за естествено свързване помежду им, макар че по права линия ги делят само 500 метра (по пътя 1,6 километра). Между тези двойки селища е разположена вилната зона Арбанашко бърдо, свързваща Горна Оряховица с Арбанаси с път от ок. 1,8 км (по права линия 1,6 км).
Производни шеговити названия са търголясник и търголясници за жители на посочените селища.